# Підземне сховище Сульфур-Хаб
Підземне сховище Сульфур-Хаб — розташований на південному заході Луїзіани комплекс каверн для зберігання продуктів нафтогазової та нафтохімічної промисловості.
У районі Лейк-Чарльз працює чимало підприємств нафтохімічної промисловості, зокрема установки парового крекінгу, які належать південноафриканській Sasol, таїландській Indorama та місцевій Westlake Petrochemicals (крім того, у другій половині 2010-х тут споруджуються ще два подібних виробництва — південнокорейської Lotte та нова установка Sasol). При цьому компанія Boardwalk Louisiana Midstream надає послуги зі зберігання сировини та продукції у сховищі поблизу міста Сульфур (кілька кілометрів на захід від Лейк-Чарльз). Останнє створили в поширених у регіоні Мексиканської затоки соляних відкладеннях шляхом вимивання пустот (каверн).
Станом на середину 2010-х використовувались три каверни:
- для зберігання етилену ємністю 0,5 млн барелів;
- для етану ємністю 1 млн барелів;
- для пропану ємністю 0,5 млн барелів.
Сховище підключене для ряду споживачів етилену через місцеву розподільчу мережу Sulphur Ethylene Distribution System. Крім того, в 2010-х його сполучили з етиленопроводом Еванджелін, який проходить неподалік на своєму шляху з Техасу в долину Міссісіпі.
Що стосується зріджених вуглеводневих газів, то їх споживання нафтохімією США стрімко зростає внаслідок появи додаткового ресурсу в результаті «сланцевої революції». Зокрема, саме на етан розраховані дві нові установки піролізу в регіоні Лейк-Чарльз, а в 2014 та 2015 роках поряд з Сульфур пройшли траси етанопроводів Байу та Іджіс. Як наслідок зазначених змін, власник сховища споруджує ще дві каверни загальною ємністю 8 млн барелів для зберігання етану та етилену.
Також можливо відзначити, що в Сульфур існує велике підземне сховище, де зберігають нафту зі стратегічного резерву країни.